# Regió de Mtwara
Mtwara és una de les trenta regions administratives en les quals està dividida la República Unida de Tanzània. La seva principal població és la ciutat de Mtwara.

## Districtes
Aquesta regió es troba subdividida internament en cinc districtes:
1. Masasi
2. Mtwara Rural
3. Mtwara Urbà
4. Newala
5. Tandahimba

## Territori i població
La regió de Mtwara té una extensió de territori que abasta una superfície de 16.707 quilòmetres quadrats. A més aquesta regió administrativa té una població d'1.124.481 persones. La densitat poblacional és de 67,5 habitants per cada quilòmetre quadrat de la regió.